# Levy Blang
Levy Blang (30. november 1889 i Rønne – 27. oktober 1976) var en dansk præst og folketings- og landstingsmedlem.
Han var søn af afdelingschef H.J. Blang og hustru Christine født Jensen og blev i 1914 gift med Dora født 1893 i Vestermarie Sogn, datter af gårdejer H.P. Ipsen og hustru Olivia født Jensen.
Han blev student i 1909 og cand.theol. i 1914. Han var sognepræst til Pedersker fra 1914, provst for Bornholms Østre Provsti fra 1927-59 og provst for Bornholms Vestre Provsti 1935-36. Han var Ridder af Dannebrog.
Han var medlem af Folketinget for Venstre for Bornholms amtskreds 1920-28 og landstingsmand for 3. kreds (Bornholm) 1928-34.
Han har udgivet:
- Et tidsbillede fra svundne tider. Bornholms Tidendes Trykkeri, 1969.